# Wasserversorgung Münchens

Wasserversorgung Münchens

Die Wasserversorgung Münchens wird seit 1883 hauptsächlich durch Quellwasser aus dem Mangfalltal gewährleistet. Weitere Fördergebiete sind die Münchner Schotterebene und das Loisachtal bei Oberau. Über Leitungen wird das Wasser drei großen Speicherbehältern zugeführt, bevor es in das Leitungsnetz Münchens eingespeist wird. Das Münchner Leitungswasser hat eine hervorragende Qualität.
Die Wasserversorgung wird von den Stadtwerken München betrieben. Um die Abwasserwirtschaft kümmert sich die Münchner Stadtentwässerung mit der Münchner Kanalisation.

## Geschichte

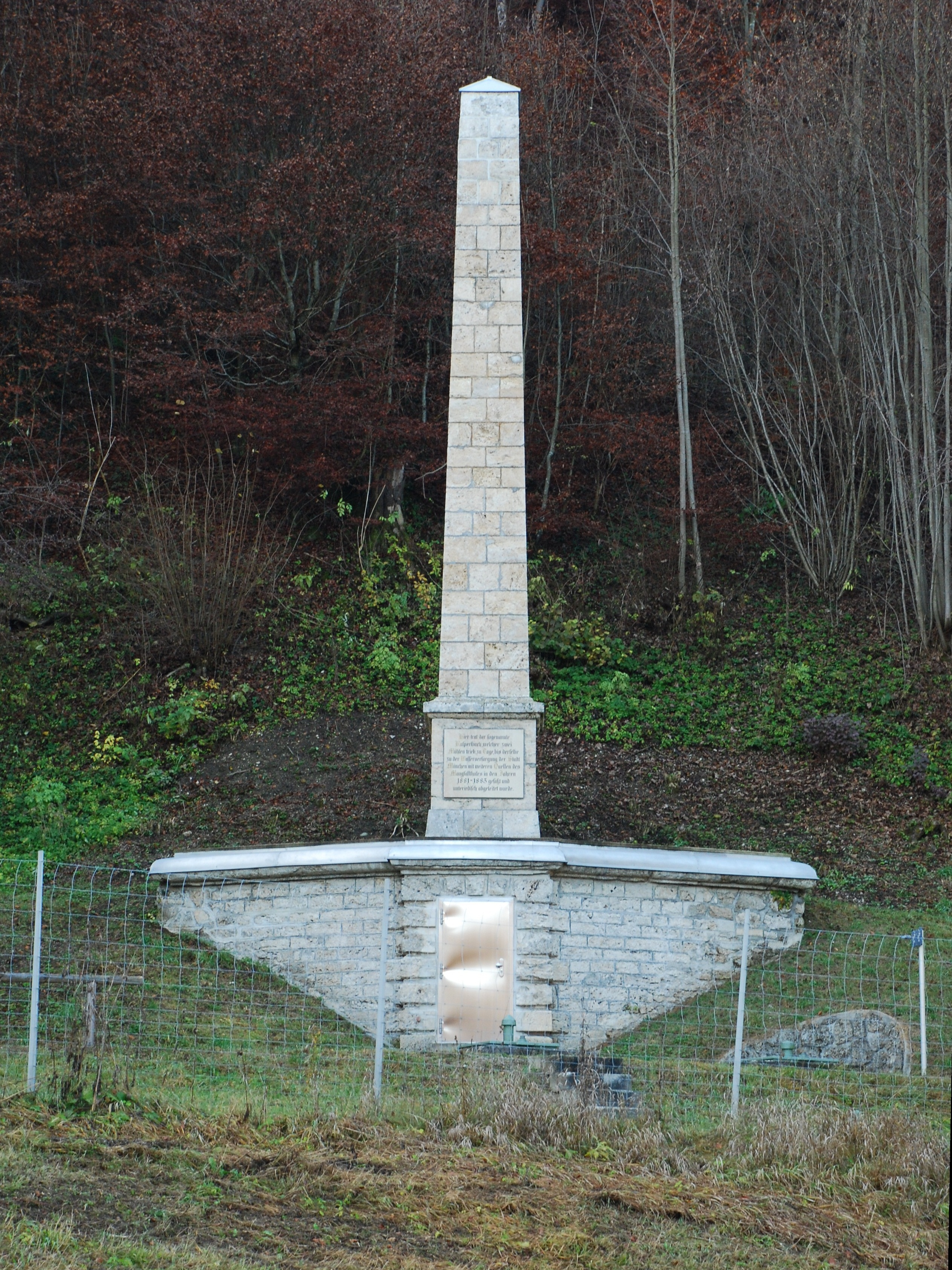
Obelisk am Kasperlbach

Konstruktionszeichnung der Rohrleitungsbrücke Teufelsgraben

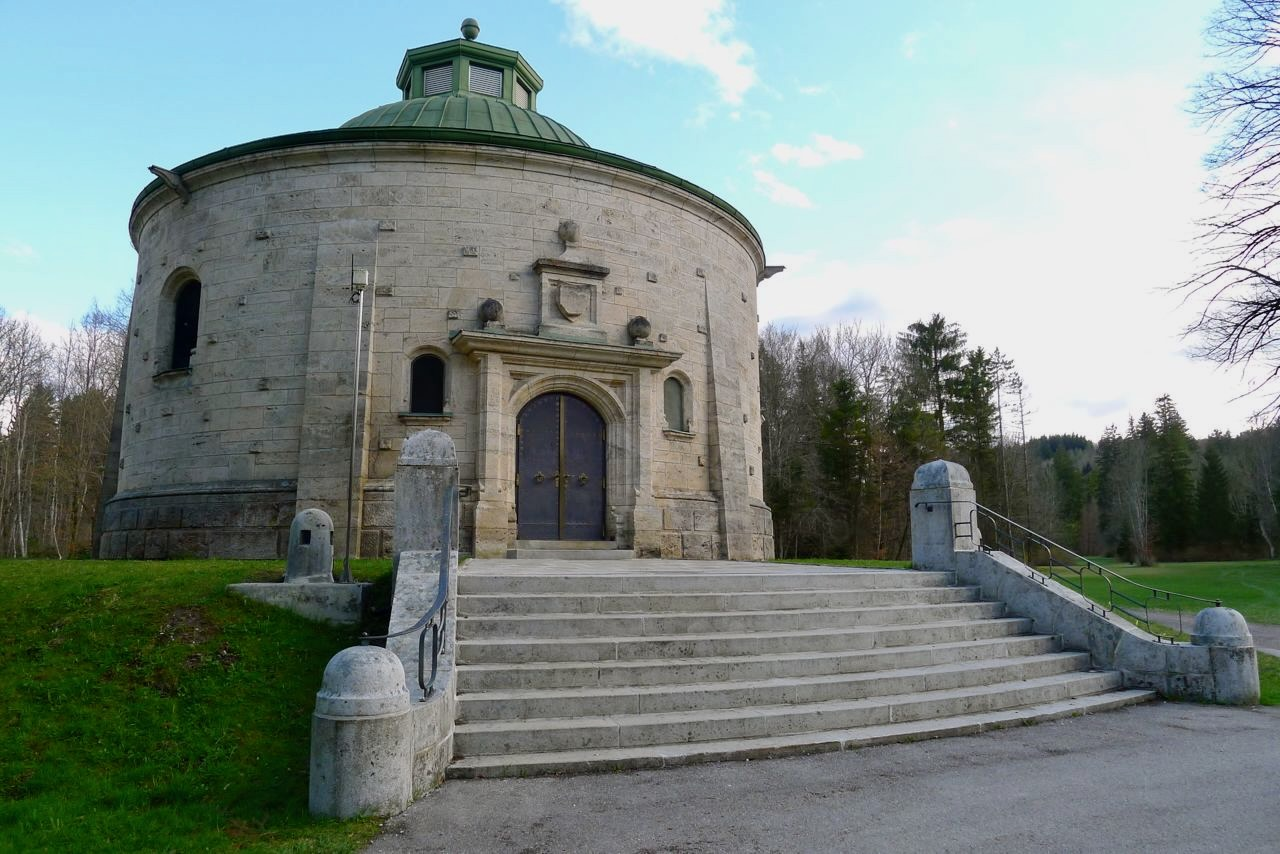
Eingangsbau zur Reisacher Grundwasserfassung

In der Münchner Schotterebene liegt unter dem eiszeitlichen Schotter eine Flinzschicht, die als weitgehende Wassersperre dient. Als die Qualität des Oberflächenwassers durch Abfälle und Einleitungen nicht mehr genügte, wurde das Trinkwasser über Zieh- und Pumpbrunnen aus dem durch die Flinzschicht aufgestauten Grundwasser gewonnen. Im 15. Jahrhundert begann man, Quellen am Isarhang zu fassen und das Wasser über Rohrleitungen aus durchbohrten Holzstangen (Deichel) in die Altstadt zu leiten, wo es Laufbrunnen speiste. Ab dem 16. Jahrhundert wurden in München Brunnhäuser errichtet, bei denen Trinkwasser aus dem Grundwasser in Wassertürme hochgepumpt wurde, wo es zunächst in kupfernen Behältern gesammelt wurde, um dann über Röhren verteilt zu werden. Die Energie zum Antrieb der Wasserpumpen wurde über Wasserräder gewonnen, die in die Münchner Stadtbäche eingehängt waren. Durch die Aufbewahrung oben in dem Turm bekam das Wasser den für die Verteilung notwendigen Druck.
Zwei Verteilungssysteme lieferten Wasser in die Stadt: das städtische Leitungsnetz versorgte vorwiegend den Süden der Stadt, das herzogliche den Norden. Zu Beginn des 19. Jahrhunderts gab es fünf städtische und sieben herzogliche Brunnhäuser, die insgesamt etwa 55 Liter Wasser pro Sekunde förderten. Die Fördermengen wurden im Lauf des Jahrhunderts immer weiter gesteigert und das Leitungsnetz auf etwa 120 Kilometer im Jahr 1870 ausgebaut. Trotzdem waren 1885 noch weniger als die Hälfte der Einwohner Münchens an das Leitungsnetz angeschlossen, die anderen bezogen ihr Wasser weiter aus Brunnen.
Nach zwei Cholera-Epidemien 1836 und 1854 wurde Max von Pettenkofer beauftragt, die Ursachen und Ausbreitungswege der Cholera zu erforschen. Dieser nahm als Ursache einen durch Abwasser und Abfälle verseuchten Boden an und empfahl dessen Reinigung und das Entsorgen von Abwasser und Abfällen mittels Schwemmkanalisation, was beides eine Zufuhr großer Mengen sauberen Wassers erforderte. Erst nach weiteren Epidemien (1872 Typhus, 1873/74 Cholera) ging der Münchner Magistrat die Sanierung der Wasserversorgung und der Abwasserentsorgung ernsthaft an. Für die Wasserversorgung wurden mehrere Gewinnungsgebiete vorgeschlagen, darunter Großhesselohe, Buchenhain und Baierbrunn,  Pupplinger Au, Gleißental, Würmsee,  Mangfalltal, Kesselberg und Walchensee. 1880 beschlossen der Magistrat und das Gemeindekollegium, Hangquellen im Mangfalltal zur Wasserversorgung zu nutzen.
Dazu wurden zunächst von 1881 bis 1883 vier Hangquellfassungen bei Mühlthal, einem Ortsteil von Valley angelegt. Durch die Lage des Quellgebiets etwa 100 Meter oberhalb von München war es möglich, die Zuleitung in die Stadt überwiegend durch Freispiegelleitungen zu verwirklichen. Dazu wurden unterirdischen Kanäle mit einem ähnlichen Querprofil gebaut, wie es bereits für die Abwasserkanäle in München verwendet wurde. Das Wasser folgte darien wie ein unterirdischer Bach mit freiem Wasserspiegel durch die Gravitation dem Gefälle der Leitung. Durch zu überquerende Talmulden wurden gusseiserne Druckleitungsrohre verlegt. Gleichzeitig wurden der Hochbehälter Deisenhofen zur Zwischenspeicherung errichtet und das städtische Leitungsnetz auf 154 Kilometer verlängert. Am 1. Mai 1883 wurde die Wasserversorgung in Betrieb genommen. An der ehemaligen Quelle des Kasperlbachs, der ersten zur Münchner Trinkwasserversorgung gefassten Quelle, wurde als Denkmal ein Obelisk mit einer Gedenkplakette errichtet. Zur Würdigung der Umstellung der Trinkwasserversorgung Münchens auf Quellwasser aus dem Mangfalltal ließ die Stadt München den Wittelsbacherbrunnen am Lenbachplatz errichten, der 1895 eingeweiht wurde.
Seit 1984 ist auch das Loisachtal als Quellgebiet erschlossen. Im Juni 2008 wurde eine neue unterirdische Druckwasserleitung in Betrieb genommen.

## Gewinnung
Das Münchner Trinkwasser stammt hauptsächlich aus zwei Gewinnungsgebieten, dem Mangfalltal und dem Loisachtal. Nur bei Spitzenlasten wird zusätzlich Grundwasser aus der Münchner Schotterebene verwendet. Die Entnahmemenge beträgt in allen Gebieten nur einen Bruchteil der Neubildungsrate. Die Herkunft des Wassers unterscheidet sich je nach Standort in München.

### Mangfalltal

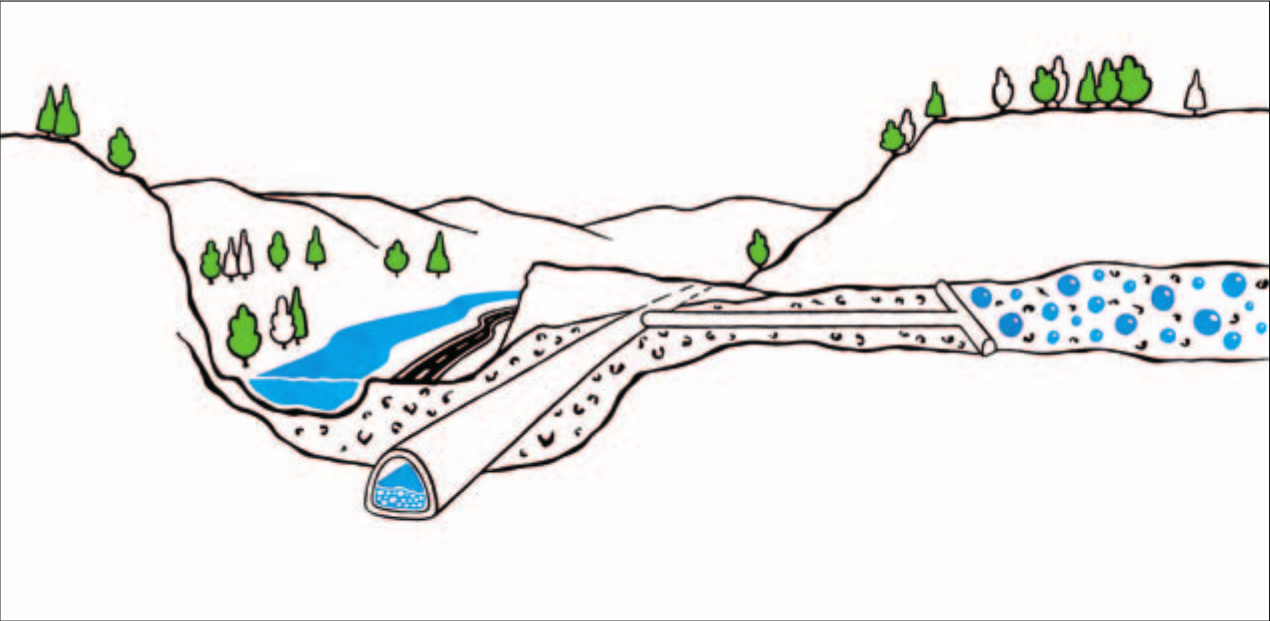
Schematische Darstellung einer Hangquellfassung

Der Großteil des Münchner Leitungswassers, mit 2.800 Liter pro Sekunde etwa 75 Prozent des durchschnittlichen Bedarfs, stammt aus dem rund 40 Kilometer entfernten Mangfalltal im Gebiet der Gemeinden Valley und Weyarn. Die geologische Situation dort ist ähnlich wie in der Münchner Schotterebene. Auf der aus dem späten Tertiär stammenden wasserundurchlässigen Flinzschicht liegen Schotterschichten aus dem Quartär. Diese sind von Auenböden mit hoher Wasserdurchlässigkeit bedeckt. Niederschläge dringen durch die Deckschicht und die Schotter und werden an der Flinzschicht aufgestaut. Westlich der Mangfall ist diese Schicht zur Mangfall hin geneigt. Der Grundwasserstrom folgt dieser Neigung und wird durch den Taubenberg, der auch als  Regensammler wirkt, in zwei Arme geteilt. Schließlich tritt das durch den Schotter mechanisch gefilterte Grundwasser an den westlichen Talflanken des Mangfalltals aus zahlreichen Quellen aus.
Die Mühlthaler Hangquellfassungen (Lage, Höhe 630 m ü. NHN) zwischen Mühlthal und Maxlmühle in der Gemeinde Valley zapfen den Grundwasserstrom nördlich des Taubenbergs an, die Gotzinger Hangquellfassungen (Lage, Höhe 640 m ü. NHN) unterhalb des Weyarner Ortsteils Gotzing den Grundwasserstrom südlich de Taubenbergs. Dabei ist jeweils ein Ableitstollen in den Talhang getrieben, bis er die Flinzschicht erreicht. Dort sammelt ein Querstollen die Flinzschicht entlang fließendes Grundwasser, leitet es über den Ableitstollen ab und führt es einer Wasserleitung zu.
Die Reisacher Grundwasserfassung (Lage, Höhe 635 m ü. NHN) fasst Grundwasser zwischen Mangfall und Schlierach.
Bei Spitzenbedarf wird Grundwasser aus den Förderwerken Thalham Süd (Lage, Höhe 630 m ü. NHN) und Thalham Nord (Lage, Höhe 730 m ü. NHN) beigemischt.

### Loisachtal
Ein weiteres Gewinnungsgebiet ist das Loisachtal nördlich von Garmisch-Partenkirchen. Von dort werden bis zu 2.500 Liter Wasser pro Sekunde gefördert. Vier Vertikal- und ein Horizontalfilterbrunnen zwischen Farchant und Oberau gewinnen Grundwasser aus einem Aquifer, der aufgrund der Gesteinsschichtung im Loisachtal artesisch gespannt ist. Das Wasser steigt wegen der Spannung in zwei, bei günstigen Verhältnissen in drei Brunnen ohne Energieeinsatz nahe der Oberfläche, die anderen Brunnen setzen Pumpen ein. Die Brunnenhäuser sind wie ortsübliche Heustadl gestaltet, um sich in das Landschaftsbild einzufügen. Das gewonnene Trinkwasser wird in einer Kaverne im Auerberg gesammelt und durch eine Druckleitung zum Hochbehälter im Forstenrieder Park geleitet. Die Trassenführung der Druckleitung war umstritten, da sie im Bereich Wolfratshausen die Isar quert und in offener Bauweise durch das Naturschutzgebiet Pupplinger Au verlegt wurde. Die Baumaßnahme wurde genutzt, um mit der Verpflanzung von Soden von verschiedenen Standorten entlang der Trasse zu experimentieren.

### Schotterebene
Bei hohem Bedarf und während Wartungsarbeiten wird zusätzlich Grundwasser aus Brunnen in der Münchner Schotterebene gefördert. Die Leistungsgrenze liegt bei 5.600 Liter Wasser pro Sekunde.

## Transport

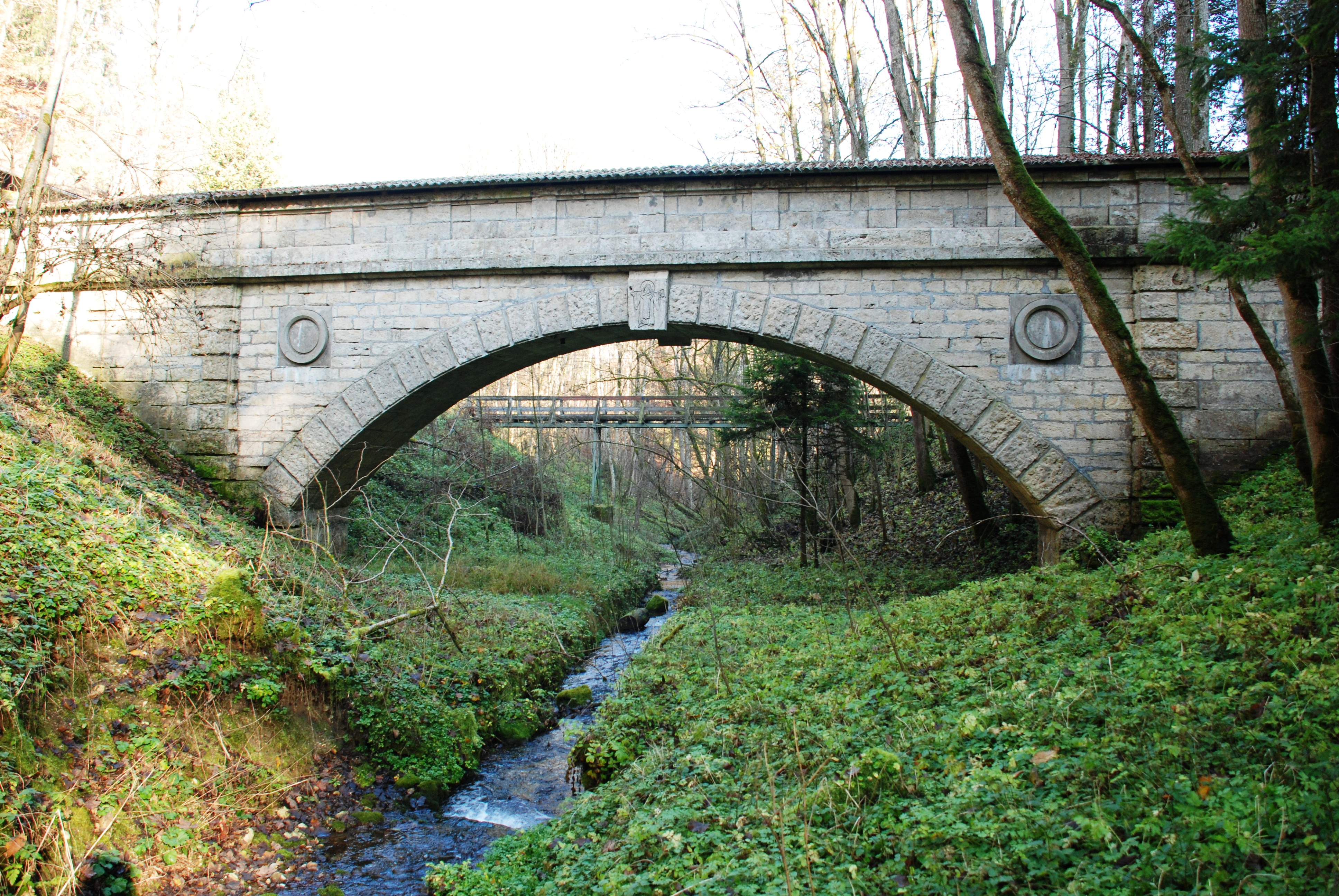
Aquädukt über den Höllgraben

Das geförderte Wasser wird durch unterirdische Druckleitungen nach München transportiert. Der Höhenunterschied erzeugt genug Druck, um auch höhere Stockwerke mit Wasser zu versorgen. Auf dem ganzen Weg ist kein zusätzlicher Energieaufwand durch Pumpen notwendig.

## Speicherung
Zur Zwischenspeicherung wird das Wasser in drei unterirdische Hochbehälter geleitet, die zusammen 300 Millionen Liter Wasser fassten. Die Bezeichnung „Hochbehälter“ bezieht sich dabei auf die Höhe über dem Münchner Stadtgebiet.
Im Einzelnen sind dies
- der 1881–1883 erbaute Hochbehälter Deisenhofen (Lage, Höhe 585 m ü. NHN) im Ortsteil Deisenhofen der Gemeinde Oberhaching,
- der 1933–1936 erbaute Hochbehälter Kreuzpullach (Lage, Höhe 611 m ü. NHN) nördlich des Oberhachinger Ortsteils Kreuzpullach und
- der 1964–1965 erbaute Hochbehälter Forstenrieder Park (Lage, Höhe 615 m ü. NHN) am Ostrand des Forstenrieder Parks bei Baierbrunn.

## Verteilung
Das gesamte Versorgungsnetz der Stadtwerke München ist etwa 3.200 Kilometer lang.

## Verbrauch
2003 wurden in München durchschnittlich 315 Millionen Liter Wasser pro Tag verbraucht. Das waren rechnerisch etwa 230 Liter pro Kopf. Davon wurden 128 Liter tatsächlich im Haushalt verbraucht, der Rest durch Gewerbe und Industrie.

## Wasserqualität
Der Schadstoffgehalt bewegt sich „weit unterhalb der zulässigen Grenzwerte“. Die Wasserqualität ist so hoch, dass die Stadtwerke mit der Marke M-Wasser dafür werben, Leitungswasser statt Mineralwasser zu trinken.
Bei der Verbesserung der Wasserqualität verfolgen die Stadtwerke München das Motto: „Vorausschauender Wasserschutz ist sinnvoller als aufwändige Reinigung und Aufbereitung.“ Normalerweise kann das Münchner Trinkwasser unbehandelt genutzt werden. Nur an wenigen Tagen im Jahr wird das Wasser mit Chlor versetzt.
Täglich werden Wasserproben im Labor untersucht. Um eine mögliche Trinkwasservergiftung früh zu erkennen, werden zudem Aquarien mit dem Wasser aus den Quellgebieten versorgt. Die darin lebenden Fische werden regelmäßig überprüft. Außerdem sind alle Zugänge zu Brunnen und Wasserbehältern elektronisch gesichert. Mit diesen beiden Maßnahmen reagierten die Stadtwerke 1972 auf Attentatsdrohungen anlässlich der Olympischen Spiele in München.
Die Wasserhärte ist mit 16,6 °dH als "hart" klassifiziert,
aber weit von Extremwerten entfernt.

## Qualitätssicherung
Um die Trinkwasserqualität zu erhalten, kaufen die Stadtwerke München Grundstücke im Quellgebiet an und verpachten diese unter Wasserschutzauflagen an Landwirte. Trotz dieser Maßnahmen stiegen über Jahrzehnte die Nitrat- und Pestizidwerte an. Langfristig war ein Erreichen der Grenzwerte der Trinkwasserverordnung abzusehen. Um auch die benachbarten Landwirte vom ökologischen Landbau zu überzeugen, gründeten die Stadtwerke München 1992 gemeinsam mit den Vereinen Bioland und Naturland die Initiative Öko-Bauern. Landwirtschaftsbetriebe im Einzugsgebiet der Wassergewinnung können sich zur Schonung von Boden und Gewässer sowie artgerechter Tierhaltung verpflichten und erhalten dann im Gegenzug finanzielle Förderung durch die Stadtwerke München. Dadurch ist nach eigener Aussage das „größte zusammenhängende ökologisch bewirtschaftete Gebiet“ Deutschlands entstanden.

## Sonstiges
- In München gibt es 48 öffentliche Brunnen, an denen Trinkwasser zur Verfügung gestellt wird.[15]
- Der M-Wasserweg ist ein Radwanderweg, der über 20 Stationen mit Informationen zur Wasserversorgung von München bis Gmund am Tegernsee führt.[16]